# Superficie dei centri isocarenici di carena
La superficie dei centri isocarenici di carena è il luogo dei punti che sono centri isocarenici di carena per determinati valori del tipo e dell'entità dell'inclinazione a cui è sottoposta una nave.
Si esprime analiticamente attraverso un sistema di 3 equazioni che legano le coordinate del baricentro geometrico del volume di carena (B) alla direzione dell'asse di inclinazione (definita attraverso il valore dell'angolo β) ed all'angolo di inclinazione (θ) e mostrano quali posizioni può assumere B se la nave viene inclinata isocarenicamente (senza variazione del volume di carena).
La determinazione delle coordinate di B può essere effettuata mediante procedure semplificate:
- il metodo metacentrico, che ottiene un'approssimazione valida solo per inclinazioni limitate, considera la proiezione sul piano di inclinazione della traiettoria dei centri isocarenici di carena come un arco di circonferenza (ricavata come circonferenza osculatrice alla traiettoria stessa nel centro di carena isocarenico diritto); la traiettoria avrebbe così un unico centro di curvatura, il metacentro.

- il secondo sistema consiste nell'approssimare la nave ad un galleggiante cilindrico (a murate verticali) ed è applicabile senza una limitazione diretta sull'angolo di inclinazione, in quanto la sua validità dipende dalla forma dello scafo (che, tuttavia, oltre determinati valori di θ si allontanerà dalle caratteristiche del galleggiante cilindrico ponendo una limitazione indiretta all'entità dell'inclinazione). In casi particolari, quale ad esempio un pontone a forma di parallelepipedo, il galleggiante risulta essere esattamente cilindrico e può, quindi, essere studiato in maniera esatta, non più approssimata, con queste relazioni.